# مزاد السعر الثاني
مزاد السعر الثاني أو مزاد السعر الثاني العام بالإنجليزية: Generalized Second-Price Auction هو نموذج مزايدة يستخدم لتخصيص عدة مواضع، مثل الإعلانات المدفوعة في نتائج البحث. في هذا النظام، يقدّم المعلنون عروضهم، ويمنح الموضع الأعلى لصاحب العرض الأعلى، ثم الموضع التالي لصاحب ثاني أعلى عرض، وهكذا. ومع ذلك، لا يدفع كل فائز المبلغ الذي عرضه، بل يدفع السعر الذي عرضه المنافس التالي في الترتيب.
تم تطوير هذا النوع من المزادات كامتداد طبيعي لمزاد فيكري ليناسب الحالات التي تشمل أكثر من فائز، ويحافظ على بعض خصائصه المفيدة، مثل الكفاءة في تخصيص الموارد. إلا أنه لا يضمن أن يكشف المشاركون عن تقييماتهم الحقيقية للمواضع، مما يجعله غير صادق بالكامل من الناحية النظرية.
يستخدم هذا النوع من المزادات بشكل واسع في المزادات الإعلانية، وخاصة في مزادات الكلمات المفتاحية، حيث تباع المساحات الإعلانية عبر المزاد في محركات البحث مثل جوجل. وقد كان من أوائل من قاموا بتحليله اقتصاديا الباحثون إيدلمان، أوستروفسكي، وشوارتز، إلى جانب هال فارين. ويعتبر حجر الأساس في تقنيات الإعلان في منصات كبرى مثل إعلانات جوجل وإعلانات فيسبوك.

## النموذج الشكلي
افترض أن هناك {\displaystyle n} مزايد و{\displaystyle k<n} مواضع للإعلان. كل موضع يتمتع باحتمالية معينة للنقر عليه تُرمز لها بـ {\displaystyle \alpha _{i}}. ويمكن افتراض أن المواضع الأعلى لها احتمالية أكبر للنقر، أي:
{\displaystyle \alpha _{1}\geq \alpha _{2}\geq \cdots \geq \alpha _{k}}
يمكن تصور وجود {\displaystyle n-k} مواضع إضافية افتراضية باحتمالية نقر تساوي صفر، أي {\displaystyle \alpha _{m}=0} لكل {\displaystyle k<m\leq n}. الآن، يقوم كل مزايد بتقديم عرض سعر {\displaystyle b_{i}} يمثل الحد الأقصى الذي يرغب بدفعه مقابل الحصول على موضع. كما أن لكل مزايد قيمة ذاتية {\displaystyle v_{i}} تعكس مدى تقديره الفعلي لامتلاك الموضع. من المهم ملاحظة أن عرض السعر {\displaystyle b_{i}} لا يجب أن يكون مساويًا للقيمة الحقيقية {\displaystyle v_{i}} للمزايد.
يتم ترتيب المزايدين وفقًا لعروضهم بالشكل:
{\displaystyle b_{1}\geq b_{2}\geq \cdots \geq b_{n}}
ويتم فرض سعر {\displaystyle p_{i}} على كل مزايد، ويكون هذا السعر صفرًا في حال لم يحصل على موضع. تُباع المواضع وفق نموذج الدفع عند النقر، أي أن المزايد لا يدفع إلا في حال قام المستخدم بالنقر على موضعه.
إن المنفعة التي يحصل عليها المزايد {\displaystyle i} المخصص له الموضع {\displaystyle i} تُحتسب كالتالي:
{\displaystyle u_{i}=\alpha _{i}(v_{i}-p_{i})}
أما الرفاهية الاجتماعية أو المنفعة (social welfare) في تخصيص جميع المواضع، فهي:
{\displaystyle SW=\sum _{i}\alpha _{i}v_{i}}
بينما الإيراد الكلي المتوقع هو:
{\displaystyle TR=\sum _{i}\alpha _{i}p_{i}}

## آلية العمل
لتحديد آلية عمل مزاد السعر الثاني، يجب تعريف قاعدة التخصيص (أي من يحصل على الموضع) والأسعار المدفوعة من قبل كل مزايد.
في آلية مزاد السعر الثاني، يتم ترتيب المزايدين وفق عروضهم، حيث يحصل أعلى مزايد على الموضع الأعلى، وثاني أعلى مزايد على الموضع الثاني، وهكذا.
إذا كانت العروض مرتبة ترتيب تنازلي بحيث:
{\displaystyle b_{1}\geq b_{2}\geq \cdots \geq b_{n}}
فإن المزايد الذي قدم العرض {\displaystyle b_{i}} يحصل على الموضع {\displaystyle i}، وذلك لكل {\displaystyle 1\leq i\leq k}، حيث {\displaystyle k} هو عدد المواضع المتاحة.
كل مزايد يفوز بموضع ما يدفع عرض السعر للمزايد التالي مباشرة، أي أن السعر المدفوع من قبل المزايد في الموضع {\displaystyle i} هو:
{\displaystyle p_{i}=b_{i+1}}

## عدم الصدق في الإفصاح عن القيمة
توجد حالات لا يعتبر فيها تقديم العطاء بقيمة التقييم الحقيقية توازناً من نوع توازن ناش. على سبيل المثال، لنفترض وجود موضعين للإعلان حيث  {\displaystyle \alpha _{1}=1} و{\displaystyle \alpha _{2}=0.4}، وثلاثة مزايدين بقيم تقييم {\displaystyle v_{1}=7}، {\displaystyle v_{2}=6} و{\displaystyle v_{3}=1}، مع عروض أسعار {\displaystyle b_{1}=7}، {\displaystyle b_{2}=6} و{\displaystyle b_{3}=1} على التوالي. بالتالي، يكون السعر الذي يدفعه المزايد الأول {\displaystyle p_{1}=b_{2}=6}، ويكون السعر الذي يدفعه المزايد الثاني {\displaystyle p_{2}=b_{3}=1}. وتكون المنفعة التي يحصل عليها المزايد الأول {\displaystyle u_{1}=\alpha _{1}(v_{1}-p_{1})=1(7-6)=1}.
لكن مجموعة العطاءات هذه لا تشكل توازناً من نوع ناش، إذ يمكن للمزايد الأول أن يخفض عرضه إلى 5 ويحصل على الموضع الثاني بسعر 1، مما يزيد من فائدته إلى {\displaystyle 0.4(7-1)=2.4}.

## توازنات مزاد السعر الثاني
أظهر كل من إدلمان وأوستروفسكي وشوارتز، ضمن نموذج ذي معلومات كاملة، أن مزاد السعر الثاني العام في النموذج الموصوف أعلاه، يمتلك دوماً توازن فعال وخالٍ من الحسد المحلي. أي أنه توازن يحقق أقصى رفاهية اجتماعية، ويُقاس هذا الرفاه الاجتماعي وفق للمعادلة {\displaystyle SW=\sum _{i}\alpha _{i}v_{i}}، حيث يُخصص للمزايد {\displaystyle i} الموضع {\displaystyle i} بحسب ترتيب العطاءات تنازليًا {\displaystyle (b_{1},\dots ,b_{n})}. علاوة على ذلك، فإن الإيراد الكلي المتوقع في أي توازن خالٍ من الحسد المحلي لا يقل عن الإيراد الناتج في آلية VCG الصادقة.
وقد قدم كاراغيانيس وآخرون حدود لقياس الرفاهية في توازن ناش، حيث أثبتوا أن ثمن الفوضى (Price of Anarchy) لا يتجاوز {\displaystyle 1.282}. كما أثبت كل من دوتنك وآخرون و لوسييه وآخرون أن أي توازن من نوع ناش يحقق إيراد لا يقل عن نصف الإيراد الناتج عن آلية مزاد فيكري الصادقة من جميع المواضع باستثناء الموضع الأول.
وقد أجرى كل من طومسون وليتون-براون تحليلاً حاسوبياً لهذا النموذج من المزادات.

## مزاد السعر الثاني وحالة عدم اليقين
إن النتائج الكلاسيكية التي توصل إليها كل من إيدلمان، أوستروفسكي وشوارتز  وفاريان  تفترض بيئة معلومات كاملة، أي في غياب عدم اليقين. أما الأبحاث الأحدث مثل غوميز وسويني  وكاراجيانيس وآخرون ، بالإضافة إلى دراسات تطبيقية أجرتها أثي ونيكيبيلوف ، فتتناول النسخة البايزية من اللعبة، حيث يكون لدى اللاعبين معتقدات حول تقييمات اللاعبين الآخرين دون معرفتها بشكل دقيق.
أثبت غوميز وسويني  أن التوازن الفعلي قد لا يكون موجود في حالة المعلومات الجزئية. كما بحث كاراجيانيس وآخرون  في فقدان الرفاهية في توازن ناش، وأثبتوا أن الحد الأعلى لفقدان الكفاءة (سعر الفوضى) يبلغ 2.927. أما الحدود المتعلقة بالإيرادات في هذا النوع من التوازن، فقد ناقشها لوسير وآخرون  وكذلك كاراجيانيس وآخرون.

## قيود الميزانية
بحث نموذج عمل أشلاجي وآخرين  في أثر قيود الميزانية في نماذج المزاد الإعلاني أو مزاد المواقع، كما بحث أغاروال وآخرين  ودووتينغ وآخرين  في مسألة الإسناد، في سياق أكثر عمومية.